# Jean Brochard
Jean Brochard (Nantes, 12 marzo 1893 – Nantes, 17 giugno 1972) è stato un attore francese.

## Biografia
Recitò anche in diverse produzioni teatrali francesi tra il 1935 e il 1958.

## Filmografia

### Cinema
- Il delitto della villa (La tête d'un homme), regia di Julien Duvivier (1933) - non accreditato
- Boubouroche, regia di André Hugon (1933)

- La Femme invisible, regia di Georges Lacombe (1933)
- Son autre amour, regia di Alfred Machard e Constant Rémy (1934)
- Une femme chipée, regia di Pierre Colombier (1934)
- Minuit... place Pigalle, regia di Roger Richebé (1934)
- Le Diable en bouteille, regia di Heinz Hilpert e Reinhart Steinbicker (1935)
- Les Époux scandaleux, regia di Georges Lacombe (1935)
- Un soir de bombe, regia di Maurice Cammage (1935)
- Jonny, haute-couture, regia di Serge de Poligny (1935)
- Le Secret de l'émeraude, regia di Maurice de Canonge (1936)
- Inspecteur Grey, regia di Maurice de Canonge (1936)
- Bach détective, regia di René Pujol (1936)
- Tout va très bien madame la marquise, regia di Henry Wulschleger (1936)
- La Mystérieuse Lady, regia di Robert Péguy (1936)
- Mezzanotte tragica (À minuit, le 7), regia di Maurice de Canonge (1937)
- Vous n'avez rien à déclarer?, regia di Léo Joannon (1937) - non accreditato
- À nous deux, madame la vie, regia di René Guissart e Yves Mirande (1937)
- Rendez-vous Champs-Elysées, regia di Jacques Houssin (1937)
- L'insidia dorata (Forfaiture), regia di Marcel L'Herbier (1937)
- Ma petite marquise, regia di Robert Péguy (1937)
- Le capitaine Benoît (1938)
- La piste du sud (1938)
- Les deux combinards (1938)
- La grande prova (1938)
- L'imboscata (Pièges), regia di Robert Siodmak (1939)
- La legge del Nord (1939)
- Ultima giovinezza (1939)
- Frères corses (1939)
- Berlingot et compagnie (1939)
- Tradizioni di mezzanotte (1939)
- Entente cordiale (1939)
- Nord-Atlantique (1939)
- La straniera (1939)
- Il tatuato (Raphaël le tatoué), regia di Christian-Jaque (1939)
- Quartier sans soleil (1939)
- Bach en correctionnelle (1940)
- Miquette (1940)
- Paradiso perduto (1940)
- Vidocq l'inafferrabile (1940)
- L'assassinio di Papà Natale (L'assassinat du Père Noël), regia di Christian-Jaque (1941)
- Due donne innamorate (Premier bal), regia di Christian-Jaque (1941)
- Fernandel al trapezio volante (1941)
- Espoirs (1941)
- I figli della strada (L'Enfer des Anges), regia di Christian-Jaque (1941)
- Le journal tombe à cinq heures, regia di Georges Lacombe (1942)
- Capricci (1942)
- L'evaso di Marsiglia (1943)
- L'homme de Londres (1943)
- Il corvo (1943)
- Les Roquevillard (1943)
- Coup de tête (1944)
- La collection Ménard (1944)
- Cécile est morte! (1944)
- Straniero in casa (1944)
- Le jugement dernier (1945)
- Ribellione (Boule de suif), regia di Christian-Jaque (1945)
- La grande meute (1945)
- Documents secrets (1945)
- Carmen (1945)
- Vingt-quatre heures de perm (1945)
- Le bateau à soupe (1946)
- Lo spettro del passato (1946)
- Jericho (1946)
- Tragico incontro (1947)
- La femme en rouge (1947)
- I ribelli della Vandea (1947)
- Bagarres (1948)
- Rapide de nuit (1948)
- Clochemerle (1948)
- La carcasse et le tord-cou (1948)
- La signora delle undici (1948)
- Millionnaires d'un jour (1949)
- Ritorna la vita (1949)
- Vient de paraître (1949)
- Mademoiselle de la Ferté (1949)
- Barry - La fiaccola della vita (1949)
- Cinq tulipes rouges (1949)
- Dio ha bisogno degli uomini (1950)
- Rendez-vous avec la chance (1950)
- Envoi de fleurs (1950)
- Dietro quelle mura (1951)
- Le voyage en Amérique (1951)
- Tragica passione (1951)
- Sotto il cielo di Parigi (1951)
- Knock ovvero il trionfo della medicina (1951)
- Les amoureux de Marianne (1953)
- La signora dalle camelie (1953)
- I vitelloni, regia di Federico Fellini (1953)
- Capitaine Pantoufle (1953)
- Des quintuplés au pensionnat (1953)
- Le rideau rouge (1953)
- Monsieur Taxi (1953)
- La forêt de l'adieu (1953)
- Piédalu député (1954)
- Treize à table (1955)
- La môme Pigalle (1955)
- L'impossible Monsieur Pipelet (1955)
- I diabolici, regia di Henri-Georges Clouzot (1955)
- Era di venerdì 17 (1956)
- L'ombra sul tetto (1956)
- Le mani legate (1956)
- Il segreto di Suor Angela (1956) - narratore
- Le donne degli altri (1957)
- Le spie (1957)
- Quando l'odio brucia (1957)
- Ah, quelle équipe! (1957)
- La legge è legge (1958)
- Raffiche sulla città (1958)
- Énigme aux Folies Bergère (1959)
- Furore di vivere (1959)
- Angelica ragazza jet (1959)
- La Venere tascabile (1959)
- La caméra explore le temps - serie tv (1959-1960)
- La terre est ronde - film tv (1960)
- À pleines mains (1960)
- Le vampire de Bougival - film tv (1966)